# Géraud Réveilhac
Géraud François Gustave Réveilhac (16 de febrero de 1851, Aurillac - 26 de febrero de 1937, Savenay) fue un militar francés ascendido al rango de general de brigada el 21 de diciembre de 1909, al mando de la 42.ª brigada de infantería, portador de la insignia de comendador de la Legión de Honor. Era hijo del tendero Robert Réveilhac y de Marguerite Redon.

## Primera Guerra Mundial

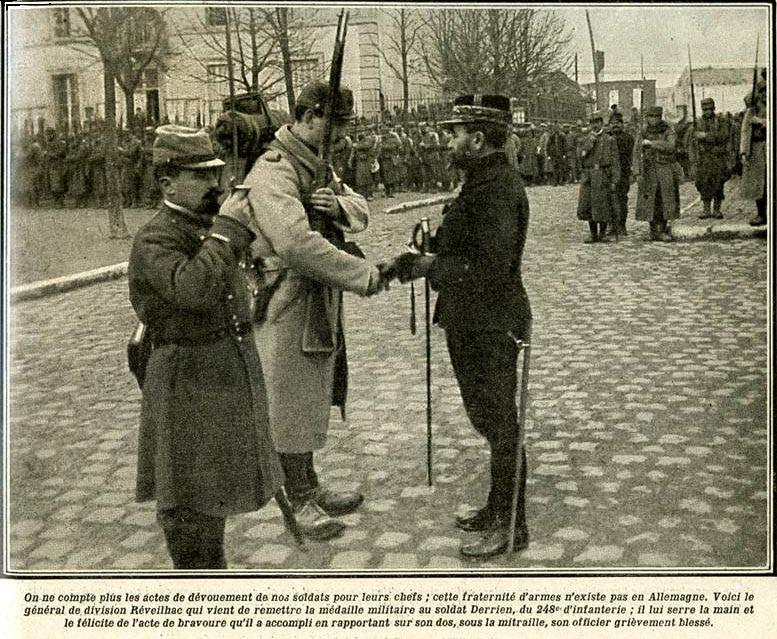
El general Réveilhac entregando la Medaille militaire al soldado Derrien que salvó la vida de un oficial. Publicado en la revista Le Pays de France, n.º 27, de 22 de abril de 1915.

Durante la Primera Guerra Mundial mandó la 119.ª brigada de infantería de la 60.ª división de infantería del general Joppé, a quien sustituyó el 25 de septiembre de 1914 en la jefatura de la división después de la primera batalla del Marne.
Era un oficial que mostraba un total desprecio por la vida de sus hombres; en febrero de 1915, durante el ataque al Moulin de Souay, al norte de Reims, ordenó a la artillería disparar sobre una trinchera francesa. Afortunadamente, el coronel de artillería Bérubé se negó a obedecer sin una orden escrita. Ordenó, también, reanudar un ataque porque no se había alcanzado el porcentaje de bajas admisible. Su personalidad cruel fue fielmente reflejada en el personaje del general Paul Mireau, en la película Senderos de gloria dirigida por Stanley Kubrick.
Al final de la guerra, el general de división Réveilhac fue nombrado gran oficial de la Legión de Honor. De vuelta a su región natal, murió en 1937.